# 79 (число)
79 (сімдеся́т де́в'ять) — натуральне число між  78 та  80.

## У математиці
- 22-ге просте число
- щасливе число

## У науці
- Атомний номер  золота

## В інших областях
- 79 рік, 79 рік до н. е., 1979 рік
- ASCII-код символу «O»
- 79 —  Код суб'єкта Російської Федерації і Код ГИБДД-ДАІ  Єврейської автономної області.
- Протокол Finger виконується поверх 79-го порту